# Симфония № 9 (Моцарт)
Симфония № 9 до мажор, KV 73/75a — симфония Вольфганга Амадея Моцарта, наиболее вероятной датой создания которой является конец 1769 ― начало 1770 года (время первого итальянского путешествия композитора). При этом некоторые авторитетные источники датируют произведение началом лета 1772 года. Партитура симфонии сегодня хранится в библиотеке Ягеллонского университета в Кракове.

## Структура
Симфония состоит из 4-х частей:
1. Allegro, 4/4
2. Andante (в фа мажоре), 2/4
3. Menuetto and Trio, 3/4
4. Molto allegro, 2/4

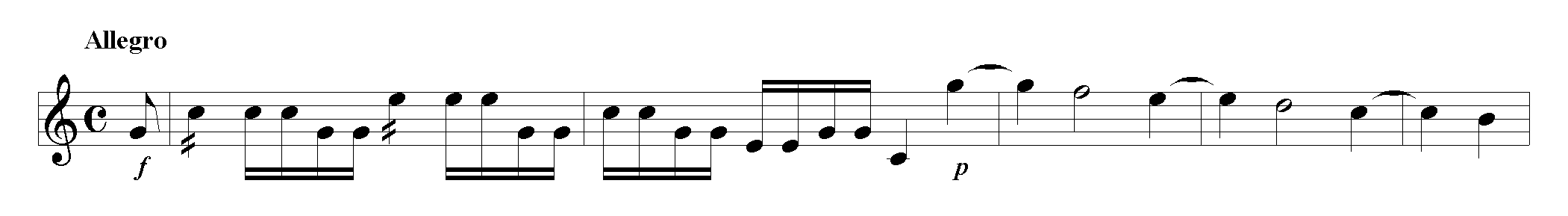
Симфония № 9 (Моцарт), начало

Произведение написано для двух флейт, двух гобоев, фагота, двух валторн, двух труб, литавр, струнных и basso continuo.